# Psycheotrephes magna
Psycheotrephes magna är en sjögurkeart som beskrevs av Hans Jacob Hansen 1975. Psycheotrephes magna ingår i släktet Psycheotrephes och familjen Psychropotidae. Inga underarter finns listade i Catalogue of Life.